# Преслав Боруков
Преслав Николаєв Боруков (болг. Преслав Николаев Боруков, нар. 23 квітня 2000, Софія) — болгарський футболіст, нападник португальського «Марітіму» і національної збірної Болгарії.

## Клубна кар'єра
Народився 23 квітня 2000 року в Софії. Вихованець юнацьких команд футбольних клубів «Левскі» та «Шеффілд Венсдей».
У дорослому футболі дебютував 2020 року виступами на батьківщині за «Етир», в якому провів один сезон, взявши участь у 30 матчах чемпіонату. Більшість часу, проведеного у складі «Етира», був основним гравцем атакувальної ланки команди. У складі «Етира» був одним з головних бомбардирів команди, маючи середню результативність на рівні 0,4 гола за гру першості.
Восени 2021 року провів декілька матчів за угорський «Залаегерсег».
На початку 2022 року повернувся на батьківщину, де став гравцем «Локомотива» (Пловдив). Відіграв за команду з Пловдива наступний сезон своєї ігрової кар'єри. Граючи у складі пловдивського «Локомотива» також здебільшого виходив на поле в основному складі команди.
2023 року уклав контракт з «Ардою» (Кирджалі), у складі якої провів наступний рік своєї кар'єри гравця. після чого на початку 2024 року перебрався до португальського «Марітіму». 

## Виступи за збірні
2016 року дебютував у складі юнацької збірної Болгарії (U-17), загалом на юнацькому рівні взяв участь у 6 іграх, відзначившись 3 забитими голами.
Протягом 2019–2021 років залучався до складу молодіжної збірної Болгарії. На молодіжному рівні зіграв у 3 офіційних матчах.
2023 року дебютував в офіційних матчах у складі національної збірної Болгарії.
| Дата       | Місто     | Господарі  | Результат | Гості    | Турнір            | Голи | Примітки |
| ---------- | --------- | ---------- | --------- | -------- | ----------------- | ---- | -------- |
| 7-9-2023   | Пловдив   | Болгарія   | 0 – 1     | Іран     | товариський матч  | -    | 59'      |
| 10-9-2023  | Подгориця | Чорногорія | 2 – 1     | Болгарія | Відбір до ЧЄ 2024 | 1    | 74'      |
| 14-10-2023 | Софія     | Болгарія   | 0 – 2     | Литва    | Відбір до ЧЄ 2024 | -    | 46'      |
| 19-11-2023 | Лесковац  | Сербія     | 2 – 2     | Болгарія | Відбір до ЧЄ 2024 | -    | 77'      |
| Усього     |           | Матчів     | 4         |          | Голів             | 1    |          |